# 克拉蘇利亞
50°22′5″N 27°20′33″E / 50.36806°N 27.34250°E
克拉蘇利亞（烏克蘭語：Красуля），是烏克蘭北部的村莊，隸屬日托米爾州的茲維亞赫爾區。該村面積6.24平方公里，海拔高度232米，2001年人口76，人口密度每平方公里12.18人。